# Psalmopoeus cambridgei
Psalmopoeus Cambridgei é uma espécie de aranha pertencente à família Theraphosidae (tarântulas).

## Características

### Tamanho
A aranha Psalmopoeus Cambridgei é um aracnídeo que pode chegar facilmente a 15 cm, mas há relatos de aranhas desse tipo com 20 cm.

### Alimentação
A alimentação dessa aranha é carnívora, variando entre baratas besouros e até pássaros pequenos

## Fotos

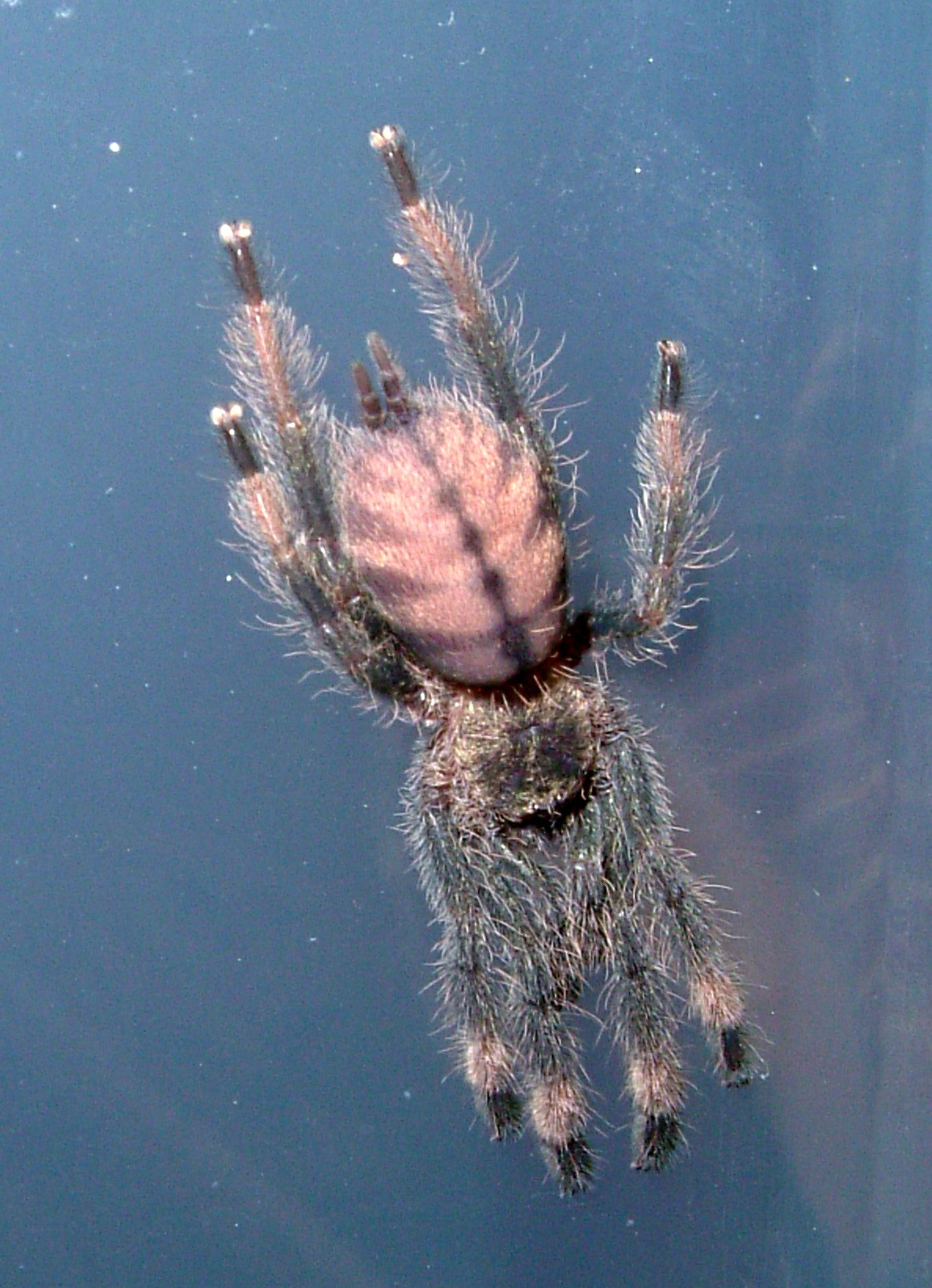
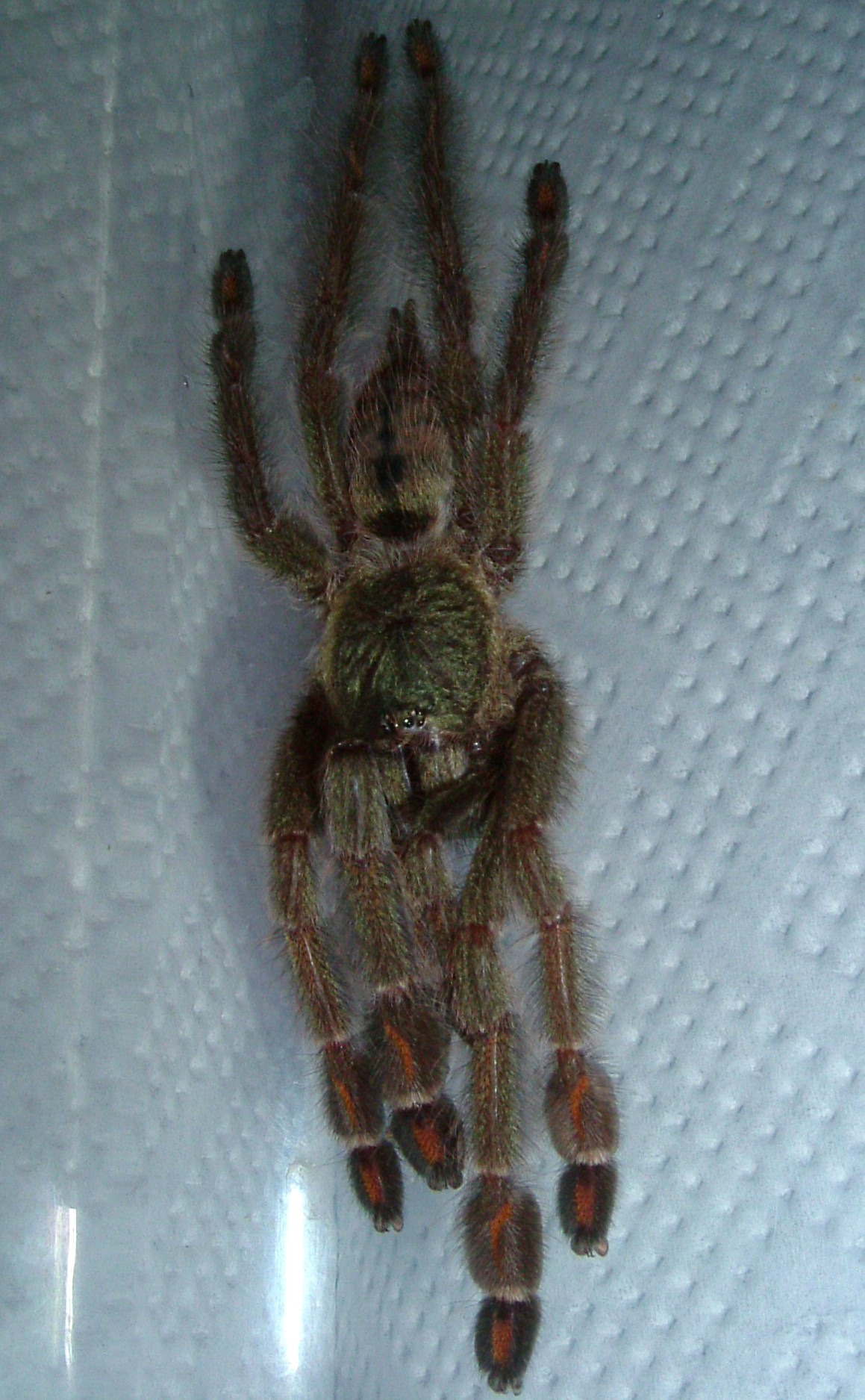
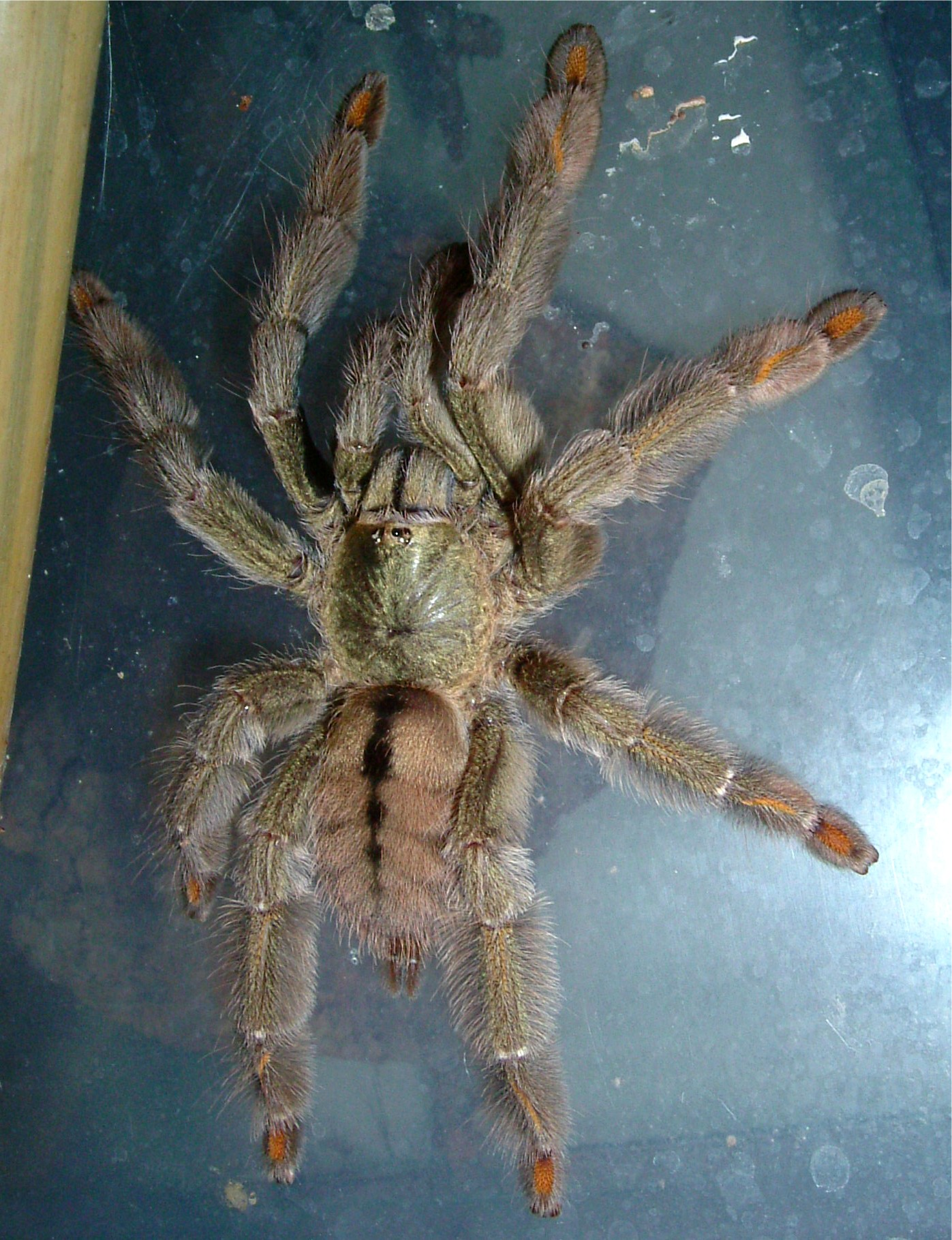
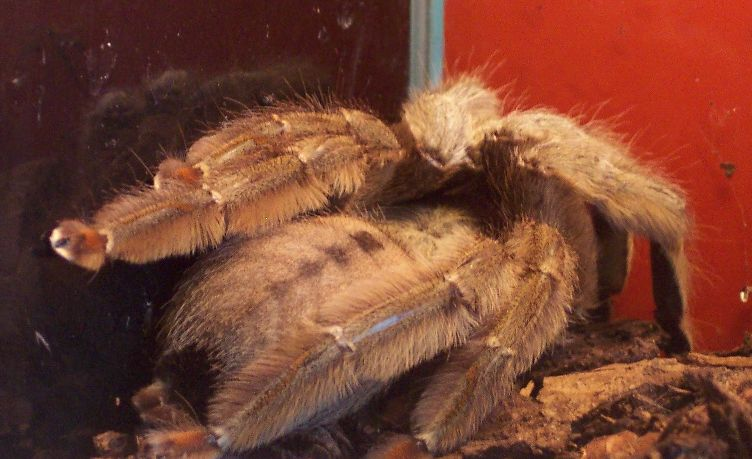
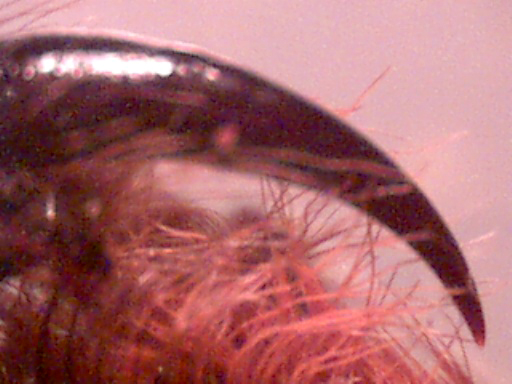
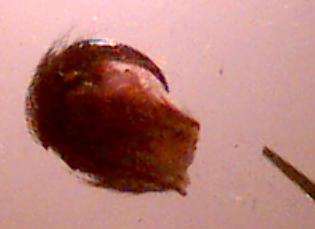
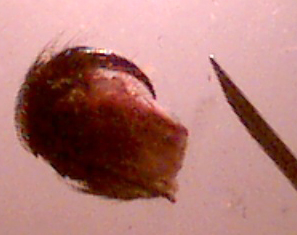
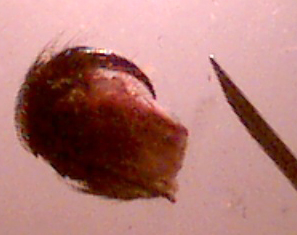